# Tapirus veroensis
Tapirus veroensis is een uitgestorven tapir uit het ondergeslacht Helicotapirus die leefde tijdens het Pleistoceen in Noord-Amerika in de gebieden van het hedendaagse Florida, Georgia, Kansas, Missouri en Tennessee. Tapirus veronensis zou ongeveer 11.000 jaar geleden zijn uitgestorven, dat samenvalt met verdwijnen van een groot deel van de megafauna na de laatste ijstijd.

## Fossiele vondsten
Fossielen van Tapirus veroensis zijn gevonden, samen met fossielen van kariboes- en pekari's, in de Verenigde Staten en dateren uit het Laat-Pleistoceen, vallend binnen de North American Land Mammal Ages Irvingtonian en Rancholabrean. De soort had een groot verspreidingsgebied met fossiele vondsten van Texas in het westen tot Pennsylvania in het oosten en Florida in het zuiden. Tapirus veroensis was aangepast aan leven in gebieden met een gematigd klimaat met temperaturen richting het vriespunt. De tapir deelde zijn leefgebied met onder meer elanden (Cervalces scotti), muskusossen (Bootherium bombifrons) en bevers (Casteroides ohioensis).

## Kenmerken
Tapirus veronensis leek het meest op de bestaande bergtapir. Zoals bij alle tapirsoorten, had Tapirus veroensis een slurf die werd gebruikt om takken te grijpen om gebladerte te eten. Het waren herbivoren, die leefden van bosvegetatie. Ze wogen hoogstwaarschijnlijk meer dan tweehonderdzeventig kilogram en zouden grote roofdieren kunnen weerstaan.

## Taxonomie
Er zijn meerdere bewijsstukken die wijzen op de meeste, zo niet alle, van de vijf geaccepteerde tapirsoorten uit het Pleistoceen die in Noord-Amerika voorkwamen (T. californicus, T. haysii (T. copei), T. lundeliusi, T. merriami, T. veroensis) en zouden in feite tot dezelfde soort kunnen behoren. T. californicus werd door Merriam beschouwd als een ondersoort van T. haysii. T. californicus en T. veroensis zijn morfologisch bijna onmogelijk te onderscheiden en bezetten hetzelfde tijdsbestek, alleen gescheiden door locatie, en T. haysii, T. veroensis en T. lundeliusi worden als zo nauw verwant beschouwd dat ze hetzelfde ondergeslacht (Helicotapirus) bezetten. Bovendien onderscheiden weinig details T. haysii en T. veroensis, behalve grootte, datum en tandslijtage; en de tussenliggende afmetingen overlappen sterk met veel exemplaren die oorspronkelijk aan de ene soort waren toegewezen en later naar een andere waren verwezen.